# 卡班斯克區

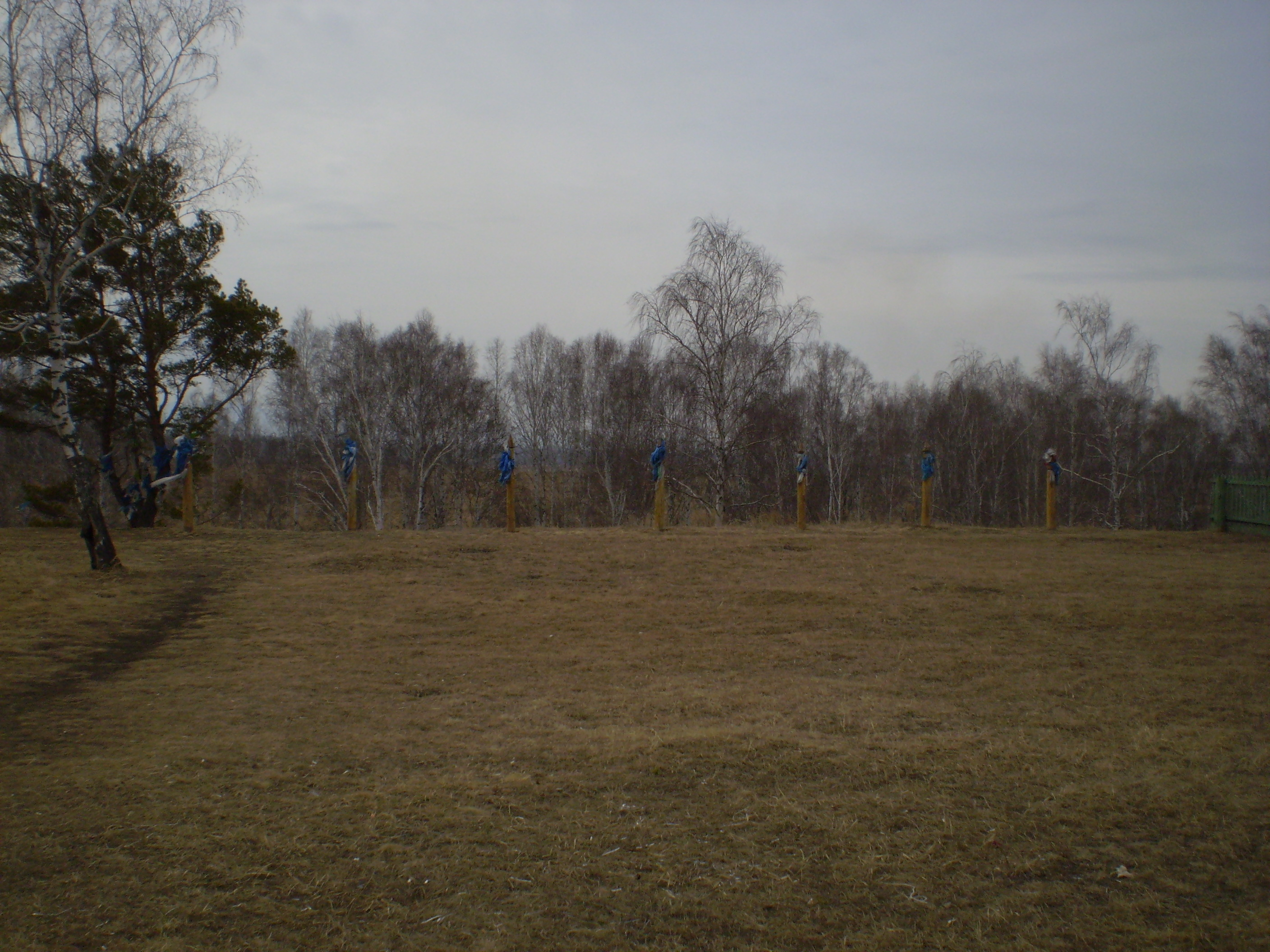

52°02′N 106°39′E / 52.033°N 106.650°E
卡班斯克區（俄语：Кабанский район），是俄羅斯的一個區，位於該國南部，由布里亞特共和國負責管轄，面積13,470平方公里，2010年人口59,883，人口密度每平方公里4.45人。